# Pupping (Gemeinden Hartkirchen, Pupping)
Pupping ist eine Ortschaft im Bezirk Eferding im Eferdinger Becken in Oberösterreich. Der Großteil der Ortschaft gehört zur politischen  Gemeinde Pupping und bildet deren Hauptort. Ein Teil westlich der Aschacher Bahn verblieb nach dem Bau der Bahnlinie 1886 bei der Gemeinde Hartkirchen. 

## Geographie
Der Ort Pupping liegt etwa 3½ Kilometer nördlich von Eferding, 1½ Kilometer  der Donau entfernt, auf Höhe des Brandstätter Sees (alte Mündung der Aschach). Der Ort liegt direkt an der B 130 Nibelungen Straße und der Aschacher Bahn.
Die Ortschaft umfasst knapp 50 Gebäude mit etwa 130 Einwohnern. Beim Bau der Eisenbahn 1886 blieb ein Stück der Ortschaft westlich liegen, und verblieb, mit der Bahnlinie als Gemeindegrenze, bei der Gemeinde Hartkirchen, zu dessen Pfarre Pupping ursprünglich gehört hatte. Dort steht ein Haus (heute Pupping 34) an der Straße zum Flugplatz Eferding bei der Bahnhaltestelle, es bildet bis heute eine eigene Ortschaft von Hartkirchen.
Zur Katastralgemeinde Pupping mit 732,10 Hektar gehören neben Pupping auch die Ortschaften Gstaltenhof (ebenfalls Hartkirchner Anteile) im Westen, und im Osten Donauabwärts Au bei Brandstatt, Brandstatt, Gstöttenau (Anteile in Hinzenbach), Au bei hohen Steg, Leumühle, Waschpoint und Auhof ganz im Südosten.
Nachbarortschaften und -katastralgemeinden:
| Schaumberg (KG, Gem. Hartkirchen) Gstaltenhof (O., Gem. Pupping u. Hartkirchen) | Karling (O., Gem. Hartkirchen)              | Hartkirchen (KG, Gem. Hartkirchen) Deinham (O., Gem. Hartkirchen)                                                                    |
| Stroheim (O., Gem. Stroheim) Großstroheim (KG, Gem. Stroheim)                   | Kompassrose, die auf Nachbargemeinden zeigt | Donau Landhaag (KG, Gem. Feldk. a. d. D.) Au bei Brandstatt (O., Gem. Pupping) Donau Feldkirchen a. d. D. (KG, Gem. Feldk. a. d. D.) |
| Seebach (O., Gem. Hinzenbach) Hinzenbach (KG, Gem. Hinzenbach)                  | Eferding (KG, Gem.)                         | Gstöttenau (O., Gem. Pupping u. Hinzenbach) Oberschaden (KG, Gem. Pupping)                                                           |

## Geschichte

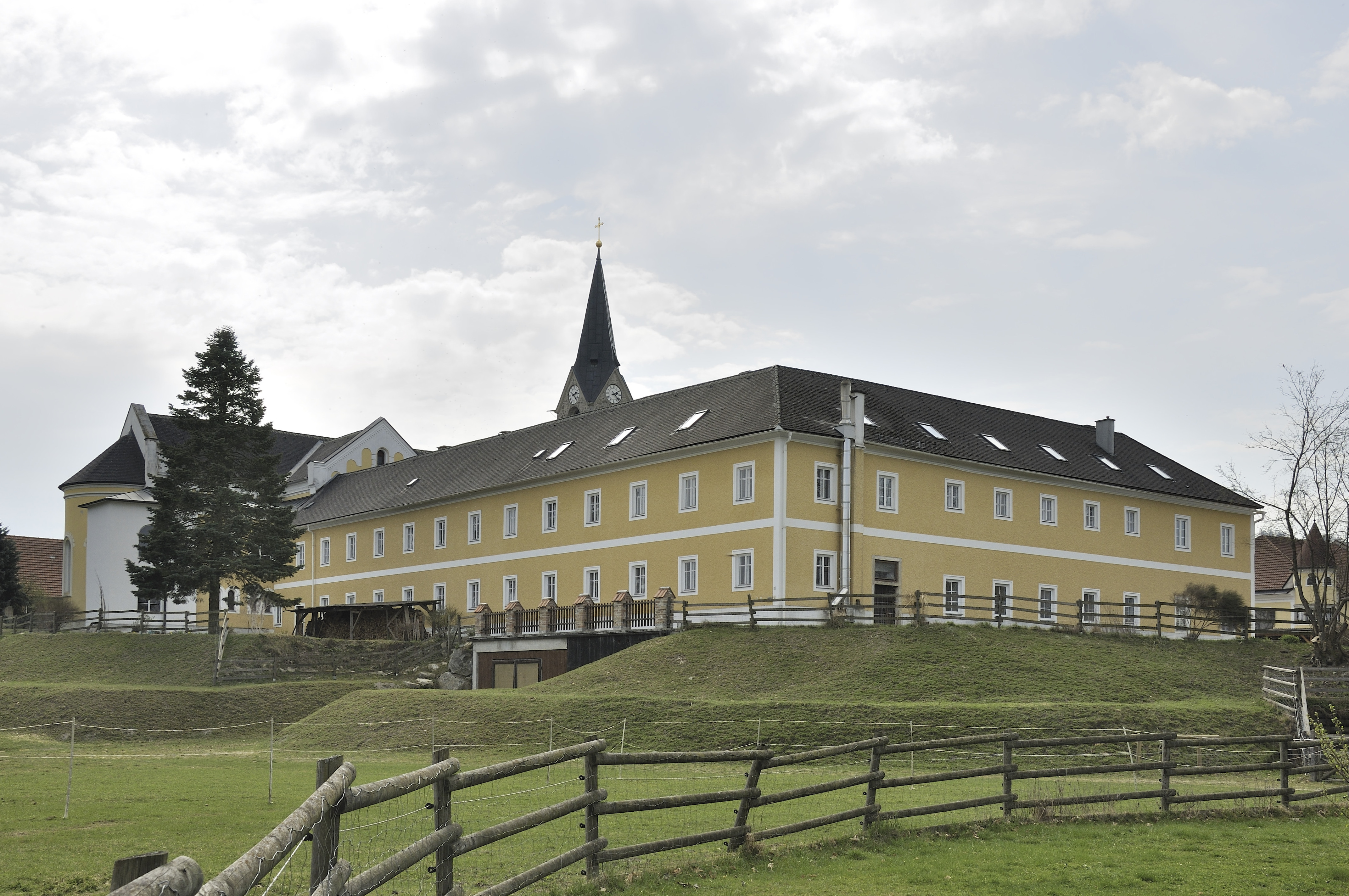
Kloster Pupping

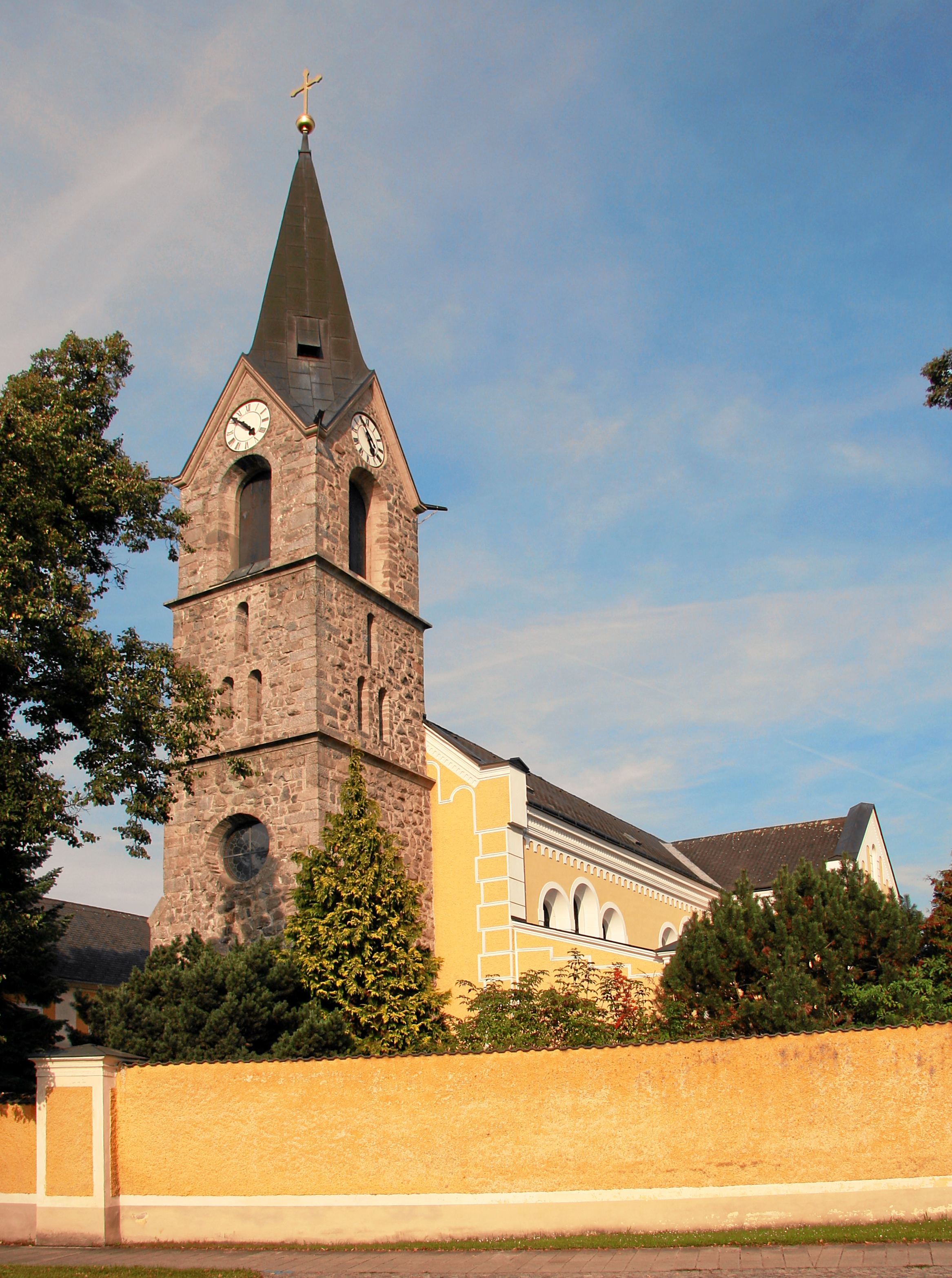
Klosterkirche Pupping

Schon 866 wurde hier eine Kapelle zu Ehren des Heiligen Otmar von St. Gallen erbaut.
Am 31. Oktober 994 verstarb der hl. Wolfgang auf Pilgerschaft vor dem Altar dieser Kapelle. Zunehmend Wallfahrtsort des beliebten Heiligen ließen sich 1477 hier die Franziskaner nieder. 1801 wurde das Kloster unter Joseph II. aufgelöst, und mitsamt der alten Kirche abgerissen.
1879 wurden Kirche und Kloster neu errichtet. 1886 wurde die   Aschacher Bahn erbaut.
Zeitweise Pfarrkirche, ist die Wolfgangskirche heute Filialkirche von Hartkirchen, und das Shalomkloster Begegnungsort.
| Krld. Österr. o.d.Enns (Kthm. Österr./ Österr.- Ugrn.) | Krld. Österr. o.d.Enns (Kthm. Österr./ Österr.- Ugrn.) | Bld. Oberösterreich (Rep. Österr.) | Bld. Oberösterreich (Rep. Österr.) | Bld. Oberösterreich (Rep. Österr.) | Bld. Oberösterreich (Rep. Österr.) | Bld. Oberösterreich (Rep. Österr.) | Bld. Oberösterreich (Rep. Österr.) |
| 1825                                                   | 1869                                                   | 1951                               | 1961                               | 1971                               | 1981                               | 1991                               | 2001                               |
| 222                                                    | 230                                                    | 208                                | 191                                | 129                                |                                    |                                    | 133                                |
| 32                                                     | 33                                                     | 30                                 | 28                                 | 27                                 |                                    |                                    | 44                                 |

## Infrastruktur und Sehenswürdigkeiten
Verkehr:
- Nibelungen Straße (B 130)
- Haltestelle der Aschacher Bahn
- eine Route des Donausteigs, dem österreichisch-bayerischen Weitwanderweg
- Shalomkloster der Franziskaner und Wolfgangkirche
- Naturdenkmal Teichrosenbestände am Aschachaltarm (NDM104)[3]

## Persönlichkeiten
- Wolfgang von Regensburg (um 924–994), Heiliger, Reichsbischof zu St. Emmeran, 994 hier verstorben